# Predicciones y afirmaciones sobre la Segunda Venida de Cristo
La Segunda Venida es un concepto cristiano e islámico sobre el regreso de Jesús a la Tierra tras su primera venida y su ascensión al cielo hace unos dos mil años. La creencia se basa en profecías mesiánicas que se encuentran en los evangelios canónicos y forma parte de la mayoría de las escatologías cristianas. Las opiniones sobre la naturaleza de la Segunda Venida de Jesús varían entre las denominaciones cristianas y entre los cristianos.
Se han predicho varias fechas específicas para la Segunda Venida. Esta lista muestra las fechas y los detalles de las predicciones de grupos o individuos notables sobre cuándo se esperaba, o se espera, que Jesús regrese. Esta lista también contiene fechas que predicen específicamente el Milenio de Jesús, aunque hay varias teorías sobre cuándo se cree que ocurrirá el Milenio en relación con la Segunda Venida.

## Predicciones anteriores
| Fecha de predicción                                            | Persona predictora                                      | Descripción |
| -------------------------------------------------------------- | ------------------------------------------------------- | --- |
| 500                                                            | Hipólito de Roma, Sexto Julio Africano, Ireneo          | Estos tres teólogos cristianos predijeron que Jesús volvería en el año 500. Una predicción se basó en las dimensiones del arca de Noé.: 35 |
| 1 de enero de 1000                                             | Papa Silvestre II                                       | Según un mito historiográfico, en esta fecha amplios sectores de la población europea creyeron que este día sucedería el fin del mundo (apocalipsis milenarista) al cumplirse los mil años del nacimiento de Jesucristo. Actualmente se sabe que no sucedieron tales hechos, cuyo relato se remonta al Renacimiento, siendo popularizado por los historiadores del siglo XIX. |
| 1260                                                           | Joaquín de Fiore.                                       | El místico italiano determinó que el Milenio comenzaría entre 1200 y 1260.: 48 |
| 1370                                                           | Jean de Roquetaillade                                   | Se predijo que el Anticristo llegaría en 1366 y que el Milenio comenzaría en 1368 o 1370.: 55 |
| 1504                                                           | Sandro Botticelli                                       | Creía estar viviendo durante el tiempo de la Tribulación, y que el Milenio comenzaría en tres años y medio a partir de 1500.: 60 |
| 20 de febrero de 1524                                          | Johannes Stöffler                                       | Una alineación planetaria en Piscis fue vista por este astrólogo como un signo del Milenio.: 236–237 |
| 1524-1526                                                      | Thomas Müntzer                                          | 1525 marcaría el comienzo del Milenio, según este predicador anabaptista. |
| 19 de octubre de 1533                                          | Michael Stifel                                          | Este matemático calculó que el Día del Juicio comenzaría a las 8:00 AM de este día. |
| 1673                                                           | William Aspinwall                                       | Este Quinto Monárquico afirmó que el Milenio comenzaría en este año.: 209 |
| 1694                                                           | Johann Jacob Zimmermann                                 | Creía que Jesús regresaría y el mundo terminaría este año.: 19–20 |
| 1694                                                           | John Mason y Johann Heinrich Alsted                     | Ambos afirmaron que el Milenio comenzaría este año.: 66 : 72 |
| 1700                                                           | Henry Archer                                            | Archer contó 1335 años desde el final del reinado de Juliano el Apóstata (las fechas de cuyo reinado no estaba seguro), tomando los 1335 días de Daniel 12:12. |
| 1757                                                           | Emanuel Swedenborg                                      | En 1758 Swedenborg informó de que el Juicio Final había tenido lugar en el mundo espiritual en 1757, el año anterior a su informe (por lo que no lo presentó como una predicción sino como un relato presencial). Este fue uno de los muchos acontecimientos relatados en sus obras como resultado de visiones del regreso de Jesucristo. Relata una interacción casi diaria con Cristo a lo largo de casi 30 años. Su regreso no es en la carne, sino en Su Espíritu Santo. "Ni dirán: ved aquí o ved allá, porque he aquí el reino de Dios está dentro de vosotros" (Lucas 17:20). |
| 1770                                                           | Ann Lee                                                 | A finales de 1700, la Sociedad Unida de Creyentes en la Segunda Aparición de Cristo también conocida como los Shakers, creían que la segunda venida de Cristo sería a través de una mujer. En 1770, Ann Lee se convirtió en la líder de los Shakers y creían que ella se reveló en "manifestación de la luz divina" para ser la segunda venida de Cristo y fue llamada Madre Ann. |
| 1793-1795                                                      | Richard Brothers                                        | Este marinero retirado afirmó que el Milenio comenzaría entre 1793 y 1795. Finalmente fue internado en un manicomio. |
| 25 de diciembre de 1814                                        | Joanna Southcott                                        | Esta autodenominada profeta de 64 años afirmó que estaba embarazada del niño Jesús, y que éste nacería el día de Navidad de 1814. Murió el día de su predicción, y una autopsia demostró que no estaba embarazada.: 109 |
| 15 de septiembre de 1829 15 de septiembre                      | George Rapp                                             | Fundador y líder de la Sociedad de la Armonía, predijo que el 15 de septiembre de 1829 terminarían los tres años y medio de la Mujer del Sol y Cristo comenzaría su reinado en la Tierra. La disensión creció cuando las predicciones de Rapp no se cumplieron. En marzo de 1832, un tercio del grupo se marchó y algunos empezaron a seguir a un hombre llamado Bernhard Müller que afirmaba ser el León de Judá. No obstante, la mayor parte del grupo se quedó y Rapp continuó dirigiéndolos hasta que murió el 7 de agosto de 1847. Sus últimas palabras a sus seguidores fueron: "Si no creyera tan plenamente que el Señor me ha designado para poner a nuestra sociedad ante Su presencia en la tierra de Canaán, consideraría que ésta es mi última" |
| 1836                                                           | John Wesley                                             | Wesley, fundador del Iglesia Metodista, previó que el Milenio comenzaría este año. Escribió que Apocalipsis 12:14 se refería a los años 1058-1836, "cuando Cristo debería venir".: 37 {rp\|269}} |
| 22 de octubre de 1844                                          | William Miller, Milleritas                              | El hecho de que esto no ocurriera de la manera que la gente esperaba fue referido más tarde como la Gran Decepción. Algunos milleritas siguieron fijando fechas; otros fundaron la Iglesia Adventista del Séptimo Día y la Iglesia Cristiana Adventista, que siguen esperando una pronta Segunda Venida pero ya no fijan fechas para ella. Los seguidores del Bahaísmo afirman que la predicción de Miller del año 1844 fue de hecho calculada correctamente, y se refiere al advenimiento del Báb. |
| 7 de agosto de 1847                                            | George Rapp                                             | Rapp, fundador de la Harmony Society, predicó que Jesús regresaría en vida, incluso mientras yacía moribundo el 7 de agosto de 1847.: 23 |
| 1861                                                           | Joseph Morris                                           | Morris dijo a sus seguidores que no plantaran cosechas porque creía firmemente que "Cristo vendrá mañana". |
| 1863                                                           | John Wroe                                               | El fundador de la Iglesia Israelita Cristiana calculó que el Milenio comenzaría este año. |
| 1874                                                           | Charles Taze Russell                                    | El primer presidente de lo que hoy es la Sociedad Watchtower de los Testigos de Jehová, calculó que 1874 sería el año de la Segunda Venida de Cristo, y hasta su muerte enseñó que Cristo estaba invisiblemente presente, y gobernando desde los cielos a partir de esa fecha profetizada. Russell proclamó el regreso invisible de Cristo en 1874,: 175 la resurrección de los santos en 1875,: 104–108 y predijo el final de la "cosecha" y un rapto de los santos al cielo para 1878,: 68, 89–93, 124–126, 143 y el final definitivo del "día de la ira" en 1914.: 189 1874 se consideró el final de 6000 años de historia humana y el comienzo del juicio de Cristo.<> |
| 1890                                                           | Wovoka                                                  | El fundador del movimiento Ghost Dance predijo en 1889 que el Milenio ocurriría en 1890.: 69 |
| 1891                                                           | Joseph Smith, Iglesia de los Santos de los Últimos Días | El acta de una reunión celebrada el 14 de febrero de 1835 (en la que se eligió, ordenó e instruyó a los doce primeros apóstoles de la Iglesia de Jesucristo de los Santos de los Últimos Días) dice que "el presidente Smith declaró entonces que la reunión había sido convocada, porque Dios lo había ordenado; y que le fue dada a conocer por visión y por el Espíritu Santo. Luego hizo una relación de algunas de las circunstancias que nos acompañaron mientras viajábamos a Sión: nuestras pruebas, sufrimientos; y dijo que Dios no había diseñado todo esto en vano, sino que lo tenía todavía presente; y que era la voluntad de Dios que los que iban a Sión, con la determinación de entregar sus vidas, si era necesario, fueran ordenados al ministerio, y salieran a podar la viña por última vez, o que la venida del Señor, que estaba a punto de cumplir cincuenta y seis años, pusiera fin a la escena" ("Historia de la Iglesia Tomo 2", página 182). Sin embargo, en una revelación fechada el 2 de abril de 1843 y publicada como escritura en Doctrina y Pactos 130:14-17, Smith declara: "Una vez estaba orando muy fervientemente para saber el tiempo de la venida del Hijo del Hombre, cuando oí una voz que repetía lo siguiente: José, hijo mío, si vives hasta los ochenta y cinco años, verás el rostro del Hijo del Hombre; por tanto, que esto baste, y no me molestes más en este asunto. Me quedé así, sin poder decidir si esta venida se refería al comienzo del milenio o a alguna aparición anterior, o si yo debía morir y ver así su rostro. Creo que la venida del Hijo del Hombre no será antes de ese tiempo". Smith nació en diciembre de 1805, lo que situaría esa fecha no antes de 1890. Además, en una revelación fechada el 7 de mayo de 1831, Smith registra: "Así dice el Señor; porque yo soy Dios, y he enviado a mi Hijo Unigénito al mundo para la redención del mundo, y he decretado que el que lo reciba se salvará, y el que no lo reciba se condenará; y han hecho con el Hijo del Hombre tal como lo enumeraron; y él ha tomado su poder a la diestra de su gloria, y ahora reina en los cielos, y reinará hasta que descienda sobre la tierra para poner a todos los enemigos debajo de sus pies, cuyo tiempo está cerca-Yo, el Señor Dios, lo he dicho; pero la hora y el día nadie los sabe, ni los ángeles en el cielo, ni ellos los sabrán hasta que él venga" (Doctrina y Convenios 49: 5-7). Según FAIR (organización de apologética mormona), Smith creía que nadie sabía cuándo sería la Segunda Venida. |
| 1901                                                           | Iglesia católica apostólica (irvignismo)                | Esta iglesia, fundada en 1831, afirmaba que Jesús regresaría para cuando muriera el último de sus 12 miembros fundadores. El último miembro murió en 1901.: 87 |
| 1914                                                           | Testigos de Jehová                                      | La "Segunda Venida" es importante en la doctrina de los Testigos de Jehová, aunque no utilizan este término. Los Testigos de Jehová creen que el regreso de Cristo (aunque no de forma corporal ni literalmente visible) será durante la Gran Tribulación. Creen que 1914 marcó el comienzo de la presencia invisible de Cristo (Mateo 24:3 gr. "parusía") como Rey del Reino de Dios (Salmo 110; Apocalipsis 12:10), y el comienzo de los últimos días del presente sistema, es decir, la sociedad humana actual. Creen que las señales que Cristo reveló sobre su regreso en Mateo 24, Marcos 13 y Lucas 21 comenzaron a producirse a partir de 1914. En un relato bíblico paralelo en Apocalipsis 6, creen que la cabalgata de los cuatro jinetes simbólicos comenzó en el mismo año, y que el primer jinete sobre el caballo blanco representa a Cristo. Él sale para completar su conquista de la tierra, mientras que el gobierno de los líderes humanos continúa por un corto tiempo hasta que encuentren su fin en Armagedón por el poder de Cristo (Apocalipsis 19:11-21). |
| 1915                                                           | John Chilembwe                                          | Este educador bautista y líder de una rebelión en Nyasalandia predijo que el Milenio comenzaría este año.: 69 |
| 1917-1930                                                      | Sun Myung Moon                                          | Los seguidores del reverendo Sun Myung Moon consideran al reverendo Moon como el Señor del Segundo Advenimiento llamado por Jesucristo el Domingo de Pascua a la edad de 15 años en la ladera de una montaña coreana. |
| 1930-1939                                                      | Rudolf Steiner                                          | Steiner describió la encarnación física de Cristo como un acontecimiento único, pero predijo que Cristo reaparecería en el plano etérico, o plano espiritual más bajo, a partir de la década de 1930. Esto se manifestaría de varias maneras: como un nuevo enfoque espiritual de la vida comunitaria y entre individuos; en un número cada vez mayor de individuos que descubrirían un acceso plenamente consciente al plano etérico (clarividencia); y en la aparición de Cristo a grupos de buscadores reunidos. |
| 1935, 1943, 1972 y 1975                                        | Herbert W. Armstrong                                    | Armstrong, Pastor General y autoproclamado "Apóstol" de la Radio Iglesia de Dios, y luego de la Worldwide Church of God, sintió que el regreso de Jesucristo podría ser en 1975. Cabe destacar el libro 1975 en profecía escrito por Armstrong y publicado por la Radio Iglesia de Dios en 1956. Aunque, nunca declarando explícitamente una fecha en el folleto, el título llevó a la gente a creer que la fecha era la segunda venida. Fue predicado activamente en sermones en la década de 1960 por todos sus ministros que su iglesia "huiría" a Petra, Jordania en 1972 y Cristo volvería 3 1⁄2 años más tarde. Tras el fracaso de la huida en 1972 (y la deserción de su ministerio) Armstrong se cuidó de no fijar fechas concretas, pero afirmó que Cristo regresaría antes de morir. Murió el 16 de enero de 1986. Armstrong había predicho anteriormente en una edición de 1934 de la revista The Plain Truth que Cristo volvería en 1936. Después de que esa predicción fallara, declaró en una edición de 1940 de The Plain Truth que "Cristo vendrá después de 3 años y medio de tribulación en octubre del 43". Después de esas predicciones fallidas y la pérdida de miembros trasladó su operación de Oregón a Pasadena, California. Tras la muerte de Armstrong en 1986, su Worldwide Church of Goda y el imperio que creó se desintegraron lentamente, abandonando sus creencias y filosofías y finalmente el nombre. Sus tres campus universitarios y la mayoría de las propiedades de su sede en Pasadena se cerraron y vendieron. Sus sucesores cambiaron el nombre a Comunión Internacional Gracia en 2009. |
| Octubre de 1964                                                | Movimiento dentro de la Seventh-day Adventistm          | Desde la década de 1950 hubo un movimiento dentro de la Iglesia Adventista del Séptimo Día que citaba la Biblia donde dice: "Como fue en los días de Noé, así será cuando venga el Hijo del Hombre" Mateo 24:37 y se sugería que si el tiempo del fin era tan largo como los días de Noé (que predicó durante 120 años Génesis 6:3) Cristo vendría alrededor de octubre de 1964, 120 años después del Gran Decepción de 1844. |
| 21 de junio de 1982                                            | Benjamin Creme                                          | Los seguidores de la Nueva Era del Gurú teosófico Benjamin Creme, al igual que Alice A. Bailey, creen que la Segunda Venida ocurrirá cuando Maitreya (el ser que los teósofos identifican como Cristo) haga pública su presencia en la Tierra. Crème cree que Maitreya lleva en la Tierra desde 1977, viviendo en secreto. Maitreya ocupa el cargo de Cristo en la Jerarquía Espiritual, lo ocupó durante la era de piscis y lo ocupará casi durante toda la era de Acuario. Creme puso anuncios en muchos de los principales periódicos del mundo a principios de 1982 afirmando que la Segunda Venida podría ocurrir el lunes 21 de junio de 1982 (solsticio de verano en el hemisferio norte), momento en el que Cristo (Maitreya) anunciaría su Segunda Venida en la televisión mundial (esto se llama la Emergencia o Día de la Declaración; es cuando, creen los seguidores de Creme, Maitreya telepáticamente adumbrará a toda la humanidad cuando aparezca en la televisión mundial) Cuando este acontecimiento no se produjo, Crème afirmó que el "mundo aún no estaba preparado para recibir a Maitreya porque la Jerarquía Espiritual no puede infringir el libre albedrío humano que es sacrosanto"; sus seguidores siguen creyendo que ocurrirá "pronto", pero que de incógnito Maitreya y otros Maestros de la Jerarquía Espiritual trabajan para el emerger; aunque de haber emergido en 1982, la humanidad no hubiera atravesado las penurias actuales que padece gran parte de la humanidad a causa de las grandes divisiones existentes en la sociedad mundial y entre los países del mundo. |
| 1988                                                           | Hal Lindsey                                             | Publicó un libro, The Late Great Planet Earth, sugiriendo que Cristo regresaría en la década de 1980, probablemente no más tarde de 1988. |
| 1988                                                           | Edgar C. Whisenant                                      | Publicó un libro, 88 Razones por las que el Rapto será en 1988. Cuando esto no sucedió escribió un libro de seguimiento titulado "89 Razones por las que el Rapto será en 1989". |
| 6 de septiembre de 1994                                        | Harold Camping                                          | Camping, director general de Family Radio y profesor de la Biblia, publicó un libro, ¿1994?, una predicción de que el regreso de Cristo apuntaba a 1994. |
| 1999-2009                                                      | Jerry Falwell                                           | Fundamentalista predicador que predijo en 1999 que la Segunda Venida sería probablemente dentro de 10 años. |
| 2000                                                           | Frank Cherry                                            | Fundador de la religión Negro Hebreo Israelita, que predijo que el fin ocurriría en el año 2000 d. C.. |
| 2000                                                           | Ed Dobson                                               | Este pastor predijo que el fin ocurriría en su libro The End: Why Jesus Could Return by A.D. 2000. |
| 2000                                                           | Timothy Dwight IV                                       | Este presidente de la Universidad de Yale previó que el Milenio de Cristo comenzaría en el año 2000.: 81 |
| 2000                                                           | Edgar Cayce                                             | Este psíquico predijo que la Segunda Venida ocurriría este año. |
| 6 de abril de 2000                                             | James Harmston                                          | El líder de la Verdadera y Viva Iglesia de Jesucristo de los Santos de los Últimos Días predijo que la Segunda Venida de Cristo ocurriría en este día. |
| 21 de mayo de 2011 21 de octubre de 2011                       | Harold Camping                                          | Ver: Predicción del fin de los tiempos 2011. Camping afirmó que el rapto sería el 21 de mayo de 2011 seguido del fin del mundo el 21 de octubre del mismo año. Camping escribió "Adán, ¿cuándo?" y afirmó que el calendario bíblico encaja con el secular y es preciso desde el 11.013 a. C. hasta el 2011 d. C. |
| 29 de septiembre de 2011 27 de mayo de 2012 18 de mayo de 2013 | Ronald Weinland                                         | Weinland predijo que Jesús regresaría el 29 de septiembre de 2011. Cuando su predicción no se cumplió, trasladó la fecha del regreso de Jesús al 27 de mayo de 2012. Cuando esa predicción falló, trasladó entonces la fecha al 18 de mayo de 2013, alegando que "un día con Dios es como un año", dándose un año más para que su profecía se cumpliera. Weinland fue declarado culpable de evasión de impuestos en 2012 y condenado a 3 1⁄2 años de prisión federal. |
| 2012                                                           | Jack Van Impe.                                          | Televangelista que, a lo largo de los años, ha predicho muchos años y fechas específicas para la Segunda Venida de Jesús, pero ha continuado moviendo su predicción más tarde. Muchas de estas fechas ya han pasado, y recientemente[¿cuándo?] señaló el 2012 como una posible fecha para la segunda venida. Después de 2012, Van Impe ya no afirmó conocer la fecha exacta de la Segunda Venida, sino que citó versículos que implican que la humanidad debe saber cuándo se acerca la Segunda Venida.[cita requerida] |
| 28 de septiembre de 2015                                       | Mark Biltz                                              | A partir de 2008, Mark Biltz comenzó a enseñar que el regreso de Cristo se correspondería con el 28 de septiembre de 2015 eclipse lunar. Su idea, conocida como la Profecía de la Luna de Sangre, atrajo la atención del pastor John Hagee (que no llegó a afirmar que Cristo regresaría en esa fecha precisa) y de los principales medios de comunicación como USA Today. |
| 9 de junio de 2019                                             | Ronald Weinland                                         | Weinland creía que Jesucristo regresaría en Pentecostés de 2019. |
| 2020                                                           | Jeane Dixon                                             | La supuesta vidente afirmaba que el Armagedón tendría lugar en 2020 y Jesús volvería para derrotar a la impía Trinidad del Anticristo, Satanás y el Falso profeta entre 2020 y 2037. |
| 22 de julio de 2020                                            | Chad y Lori Daybell                                     | Chad y Lori Daybell, la pareja acusada del asesinato de los hijos de Lori Tylee Ryan y J. J. Vallow, creían que la segunda venida sería el 22 de julio de 2020. |
| 2021                                                           | F. Kenton "Doc" Beshore                                 | Beshore basa su predicción en la sugerencia previa de que Jesús podría regresar en 1988, es decir, dentro de una generación bíblica (40 años) después de la fundación de Israel en 1948. Beshore argumenta que la predicción era correcta, pero que la definición de una generación bíblica era incorrecta y en realidad era de 70-80 años, situando la Segunda Venida de Jesús entre 2018 y 2028 y el Rapto en 2021 a más tardar. |
| 2024                                                           | Unsealed World News                                     | Algunos cristianos creen que el Signo del Apocalipsis (popularizado por el sitio Unsealed.org) marca el año del Arrebatamiento, y que después de un período de siete años de tribulación ocurriría la Segunda Venida de Jesús. Esta distancia de siete años también estaría marcada por el Gran Eclipse Americano de 2017 y el posterior 2024 Eclipse Americano.[cita requerida] |

## Predicciones futuras
| Fecha prevista  | Demandante      | Notas |
| --------------- | --------------- | --- |
| Después de 2025 | Alice A. Bailey | En enero de 1946, la gurú de la Nueva Era Teosófica profetizó que Cristo volvería "en algún momento después de 2025 d.C.": 530 (Los teósofos identifican a "Cristo" como idéntico a un ser al que llaman Maitreya) para inaugurar la Era de Acuario; así, este acontecimiento será, según Bailey, el equivalente en la Nueva Era del concepto cristiano de la Segunda Venida. Alice A. Bailey afirmó que St. Germain es el director del consejo ejecutivo de Cristo (Al igual que C.W. Leadbeater, Alice A. Bailey se refiere a St. Germain como el Maestro Rakoczi o el Maestro R. en sus libros);: 508 por lo tanto, según Alice A. Bailey, la tarea principal de St. Germain es preparar el camino para la Segunda Venida. |
| 2029            | Jakob Lorber    | Músico austriaco que escribió durante 24 años un vasto número de obras más tarde llamadas la Nueva Revelación, afirmaba haber sido recibida a través de una voz interior que pertenecía a Jesús Cristo, ofreció muchas profecías detalladas sobre el desarrollo de la Segunda Venida, señalando un tiempo anterior al paso de 2000 años después de la muerte de Cristo en la cruz (nótese que la mayoría de los estudiosos asumen una fecha de nacimiento de Jesús entre el 6 a. C. y el 4 a. C.). |
| Para 2057       | Frank J. Tipler | En 1994, el físico Frank J. Tipler publicó un libro titulado La Física de la Inmortalidad, en el que afirmaba demostrar científicamente la existencia de Dios como consecuencia de lo que él llama la Teoría del Punto Omega. En 2007, publicó una secuela de La física de la inmortalidad, titulada La física del cristianismo, que aplica los principios de la teoría del punto Omega a la religión cristiana. En este libro de 2007, afirma en el primer capítulo que la Segunda Venida de Cristo ocurrirá dentro de 50 años, es decir, para 2057, y coincidirá con lo que futurista Ray Kurzweil llama la Singularidad (que el propio Kurzweil predice que ocurrirá en 2045).                                             |